# 山神ボクシングジム
湘南山神ボクシングジム（しょうなんやまがみボクシングジム）は、神奈川県藤沢市にある日本ボクシング連盟及び東日本ボクシング協会加盟のボクシングジムである。法人名は有限会社山神プロモーション。
創始者は元バンタム級プロボクサー、協栄ボクシングジム初代チーフトレーナー山神淳一（1938年1月16日生。鹿児島県出身）。

## 歴史
1950年代末期、事実上の母体である協栄ジムの創設者金平正紀、元フライ級世界王者海老原博幸、そして山神の3名の出会いに端を発する。

### 独立前
野口ボクシングジム（当時目黒区）に所属していた山神は、引退を前に同ジムの先輩である金平正紀より飲食店経営の話をもちかけられ、恵比寿下通にてとんかつ店「とんきん」の共同経営に乗り出した。有名店から店員を引き抜いたこともあって店舗経営は順調だったという。
その頃、金平らの店の従業員に採用された海老原博幸はボクサーを志すようになり、働きながらトレーニングを重ねた。
海老原の才能を見込んだ金平は養成に専念すべく「とんきん」を閉業し、山神・海老原と共に野口ジムから独立、1959年金平ボクシングジム（1966年より協栄ボクシングジム）を設立した。同年プロテストに合格した海老原は1963年、フライ級の世界王座を獲得することとなる。
山神は創業期における金平ジムのチーフトレーナーとして海老原、西城正三（1964年プロデビュー）ら若手選手の育成に従事した。また、名トレーナーとして知られるエディ・タウンゼントの薫陶を受けた。
「山神淳一は、今の協栄ボクシングジムの井戸を掘った人間である」と金平正紀は語ったと伝えられる。

### 協栄山神ボクシングジム設立
山神は1967年に退社し、翌1968年、暖簾分けの形で藤沢に「協栄山神ボクシングジム」を設立。まだ幼い長男（桂一郎）を連れた金平をはじめ、協栄ジムの面々が駆けつけ祝ったという。ちなみに、山神はジム設立に前後してラーメン店経営を思い立ち、1970年代に藤沢駅北口にて出店している。同店は山神が経営権を手放した後も店名を変えることなく、経営者交代や移転を経て2022年現在も営業している。同店の看板料理である牛乳ラーメンは山神が創業当時に考案したものとされる。

### 改名
日本ボクシング協会の名簿で確認する限り、2018年までは協栄山神ボクシングジムとして、2019年からは湘南山神ボクシングジムとして記載されている。正確な改名の時期や経緯は不明。

## スタッフ陣容
- オーナー兼プロモーター・山神淳一[1]
- マネージャー・山神克介 ・妹尾真由美
- チーフトレーナー:吉田文彦

トレーナー：佐藤英治・石川智久

## 他ジムへ移籍した現役選手
- 越石優（大橋へ移籍）

## 引退した選手
- 堀畑道弘（日本スーパーウェルター級チャンピオン、全日本新人王決定戦・ミドル級制覇）
- 竹下鉄美（日本ライトフライ級チャンピオン・WBA世界フライ級8位）
- 滝沢剛（全日本級新人王決定戦・バンタム級制覇、日本バンタム級4位）
- 越川幸次郎(日本フライ級3位)
- 金谷宏昭(日本バンタム級5位）
- 青木政孝(東日本ライト級新人王)